# Elecciones generales de Antigua y Barbuda de 1951
Las elecciones generales de Antigua y Barbuda de 1951 tuvieron lugar el 20 de diciembre del mencionado año con el objetivo de renovar los ocho de los trece escaños del Consejo Legislativo, órgano de representación territorial de Antigua y Barbuda, entonces una colonia del Imperio británico. Se trató de las segundas elecciones que tenían lugar en la colonia, así como las primeras elecciones después de que se introdujera el sufragio universal para adultos, ya que las anteriores habían estado limitadas a los propietarios. Las elecciones, sin embargo, no resultaron en un gobierno electo, ya que la mayoría de las decisiones eran tomadas todavía por un órgano ejecutivo completamente designado por el gobierno británico.
El Partido Laborista de Antigua (ALP), presidido y liderado por Vere Cornwall Bird, fue el único partido que se presentó y cuatro de sus candidatos (incluyendo el propio Bird) resultaron electos sin oposición el día de la nominación luego de que ningún otro candidato se presentara en dichas circunscripciones. En las otras cuatro circunscripciones, los candidatos del ALP enfrentaron solo la competencia de candidatos independientes. El día de la votación, los cuatro candidatos lograron un 87,40% de los votos y resultaron todos electos. De este modo, pese a que cinco de los trece miembros del Consejo siguieron siendo designados por el gobierno colonial, el ALP obtuvo con facilidad el control legislativo al sumar una mayoría absoluta de los escaños. A pesar de la escasa competencia, la convocatoria fue alta y la participación en las circunscripciones disputadas fue del 70,33% del electorado registrado.
Aunque las elecciones de 1951 dieron inicio formal a la democracia parlamentaria en Antigua y Barbuda, incluso antes de que recibiera su autonomía parcial en 1960 y su eventual independencia como estado soberano en 1981, también dieron paso a un sistema de partido dominante encabezado por el ALP y a un liderazgo autocrático por parte de Bird y su familia que durarían por varias décadas.

## Sistema electoral
De acuerdo con la constitución entonces vigente el Consejo Legislativo de Antigua y Barbuda, órgano legislativo del gobierno colonial, se compondría de trece escaños. Uno de estos sería el gobernador, quien designaría a otros cuatro. Los ocho restantes serían elegidos por voto directo mediante un sistema de escrutinio mayoritario uninominal, con el territorio de la colonia dividido en ocho circunscripciones, cada una de las cuales estaría representada por un miembro del Consejo elegido a simple mayoría de votos. El mandato máximo del Consejo Legislativo sería de cinco años.
Las nuevas disposiciones establecieron, por primera vez, el sufragio universal para todos los hombres y mujeres adultos de la colonia, con la edad mínima para votar fijada en veintiún años.

## Resultado

### Nivel general
|  | 87.40 % |

|  | 12.60 % |

|  | 98.80 % |

|  | 1.20 % |

|  | 100.00 % |

|  | 70.33 % |

### Resultados por circunscripción
|  | 82.74 % |

|  | 17.26 % |

|  | 83.91 % |

|  | 16.09 % |

|  | 88.81 % |

|  | 11.19 % |

|  | 97.86 % |

|  | 2.14 % |